# Kisner (Udmurtien)
Kisner (russisch und udmurtisch Кизне́р) ist eine Siedlung (possjolok) in der Republik Udmurtien in Russland mit 9536 Einwohnern (Stand 14. Oktober 2010).

## Geographie
Der Ort liegt etwa 120 km Luftlinie südwestlich der Republikhauptstadt Ischewsk unweit der Grenze zur Oblast Kirow sowie zur Republik Tatarstan. Durch Kisner fließen der linke Wjatka-Nebenfluss Ljuga und die Tyschma, die etwas unterhalb (südwestlich) des Ortes von links in die Ljuga mündet.
Kisner ist Verwaltungszentrum des Rajons Kisnerski sowie Sitz des „munizipalen Gebildes“ (Munizipalnoje obrasowanije) Kisnerskoje mit dem Status einer  Landgemeinde (selskoje posselenije), zu dem außerdem die Dörfer Batyrewo (8 km südöstlich), Kotschetlo (6 km südwestlich), Laka-Tyschma (unmittelbar südlich anschließend), Srednjaja Tyschma (10 km östlich) und Tschernowo (11 km südwestlich) gehören. Laka-Tyschma hat knapp 800 Einwohner, alle anderen jeweils maximal 50 (Stand 2015).

## Geschichte
Als Gründungsjahr der Siedlung gilt 1915, als dort beim Bau der Eisenbahnstrecke Kasan – Jekaterinburg etwa drei Kilometer südlich des alten, am jenseitigen, rechten Ufer der Ljuga gelegenen Dorf Kisner eine gleichnamige Bahnstation eröffnet und um sie herum die ersten Gebäude erbaut wurden. Die Siedlung lag auf dem Territorium des Ujesds Malmysch des Gouvernements Wjatka und kam nach diversen administrativen Umgestaltungen in der sowjetischen Periode schließlich 1936 zur neugebildeten Oblast Kirow. Am 24. Januar 1939 wurden Teile von deren Rajons Malmysch und Wjatskije Poljany an die Udmurtische ASSR abgegeben und aus ihnen der neue Kisnerski rajon mit Sitz im Dorf Kisner gebildet. Am 2. Oktober 1942 wurde die Rajonverwaltung in die mittlerweile bedeutendere und verkehrstechnisch günstiger gelegene Stationssiedlung verlegt und dieser zugleich der Status einer Siedlung städtischen Typs verliehen. Das ursprüngliche, bis heute etwas separat gelegene Dorf Kisner wurde später der Siedlung angeschlossen. Seit 29. Mai 2007 ist der Ort wieder ländliche Siedlung.

### Bevölkerungsentwicklung
| Jahr | Einwohner |
| ---- | --------- |
| 1897 | 637       |
| 1939 | 2351      |
| 1959 | 7430      |
| 1970 | 7966      |
| 1979 | 8516      |
| 1989 | 9894      |
| 2002 | 9957      |
| 2010 | 9536      |

Anmerkung: Volkszählungsdaten (1897: Dorf)

## Verkehr
Kisner liegt bei Kilometer 977 der Eisenbahnstrecke Moskau – Kasan – Jekaterinburg, einer elektrifizierten Hauptstrecke und Alternativroute der Transsibirischen Eisenbahn.
Südlich am Ort vorbei verläuft die Regionalstraße 94K-18 in das südöstlich benachbarte Rajonzentrum Grachowo, das über die anschließende 94K-2 nach Alnaschi an die Zweigstrecke Kasan – Ischewsk – Perm der föderalen Fernstraße M7 Wolga angebunden ist. Von der 94K-18 zur M7 in Moschga führt zudem die 94K-31 als kürzeste Verbindung zwischen Kisner und der Republikhauptstadt Ischewsk. Die 94K-18 nach Westen setzt sich in der Oblast Kirow zunächst als 33K-011 in Richtung Sosnowka – Wjatskije Poljany fort.

## Söhne und Töchter des Ortes
- Nadeschda Talanowa (* 1967), Biathletin